# Ácido metilarsónico
El ácido metilarsónico es un compuesto de organoarsénico con la fórmula (CH3)AsO3H2. Es un sólido incoloro y soluble en agua. Las sales de este compuesto, por ejemplo, el metilarsonato disódico, se han utilizado ampliamente como herbicidas y fungicidas en el cultivo de algodón y arroz.

## Reactividad química y síntesis
Cerca del pH fisiológico, el ácido metanarsónico se convierte en sus bases conjugadas, los metilarsonatos, entre los que se incluyen CH3AsO3H− y CH
3AsO2−
3.
La reacción del ácido arsenioso con yoduro de metilo produce ácido metilarsónico. Esta conversión, de importancia histórica, se denomina reacción de Meyer:
As(OH)3 + CH3I  +  NaOH  → CH3AsO(OH)2  + NaI  +  H2O
El aspecto novedoso de la reacción en ese momento fue que la alquilación ocurre en el arsénico, lo que conduce a la oxidación del arsénico desde el estado de oxidación +3 a +5.
Se cree que la biometilación de los compuestos de arsénico comienza con la formación de metanoarsonatos o metilarsonatos. Por lo tanto, los compuestos de arsénico trivalentes se metilan para dar metanoarsonato. La S-adenosil metionina es el donante de metilo. Los metanoarsonatos son los precursores de los cacodilatos, nuevamente por el ciclo de reducción (a ácido metilarsonoso) seguido de una segunda metilación.